# منظمة الناجين من الاعتداء بالأحماض الحارقة
منظمة الناجين من الاعتداء بالأحماض الحارقة (ASTI) هي المنظمة الوحيدة في العالم التي تعمل على المستوى الدولي لإنهاء عنف الأحماض والحروق. واعترافًا بالحاجة للمعرفة والخبرات المحلية من أجل مكافحة عنف الأحماض بفعالية، تأسست منظمة الناجين من الاعتداء بالأحماض الحارقة (ASTI) واستمرت في دعم تطوير خمس منظمات شريكة في بنغلاديش وكمبوديا ونيبال وباكستان وأوغندا. كما تتعاون في عملها مع وكالات الأمم المتحدة والمنظمات غير الحكومية والشركاء الإستراتيجيين من مختلف أنحاء العالم لزيادة الوعي بعنف الأحماض وتطوير استجابات فعالة على الصعيد الوطني والدولي. وهي مؤسسة خيرية مسجلة في إنجلترا وويلز.

## الإستراتيجية
تهدف المنظمة إلى مساعدة الضحايا في الحصول على العلاج الطبي وإعادة التأهيل وإعادة إدماجهم في المجتمع، بينما تقدم المساعدة القانونية.

## الراعي
- الأميرة آن (بريطانيا)

## الأمناء
- د. جون موريسون OBE - المدير المؤسس لمؤسسة الناجين من الاعتداء بالأحماض الحارقة في بنغلاديش
- د. كيت يونغ (نائب الرئيس) - المدير المؤسس لمؤسسة النساء في جميع أنحاء العالم وأمين صندوق منظمة حقوق الأرامل الدولية
- السيد رون هيلز OBE، MBChB، FRCSEd، FRCS – جراح متقاعد استشاري في الجراحات الترميمية والتجميلية
- العقيد بول بيتيجرو - المدير الإقليمي السابق للخدمة التنفيذية البريطانية عبر البحار
- السيدة يان ماكميلان - المؤسسة الطبية لرعاية ضحايا التعذيب، مديرة السياسات والشؤون الخارجية
- د. أرييل كينج ـ مؤسس مؤسسة أرييل الاستشارية الدولية
- البروفيسور ريتشارد تايلور - جامعة كامبردج

## وصلات خارجية
- Acid Survivors Trust International